# Château de Neuwied

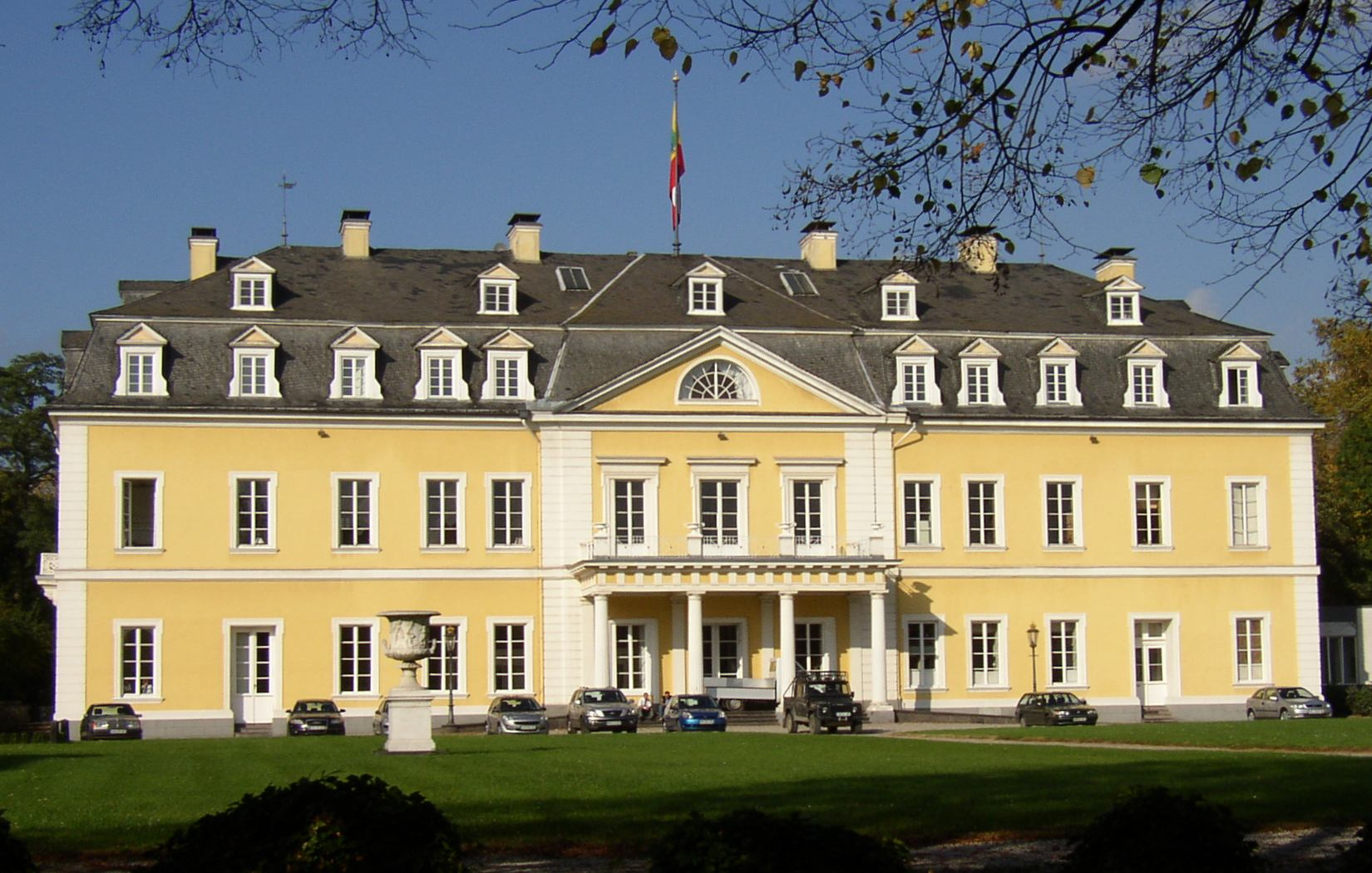
Corps de logis du château de Neuwied.

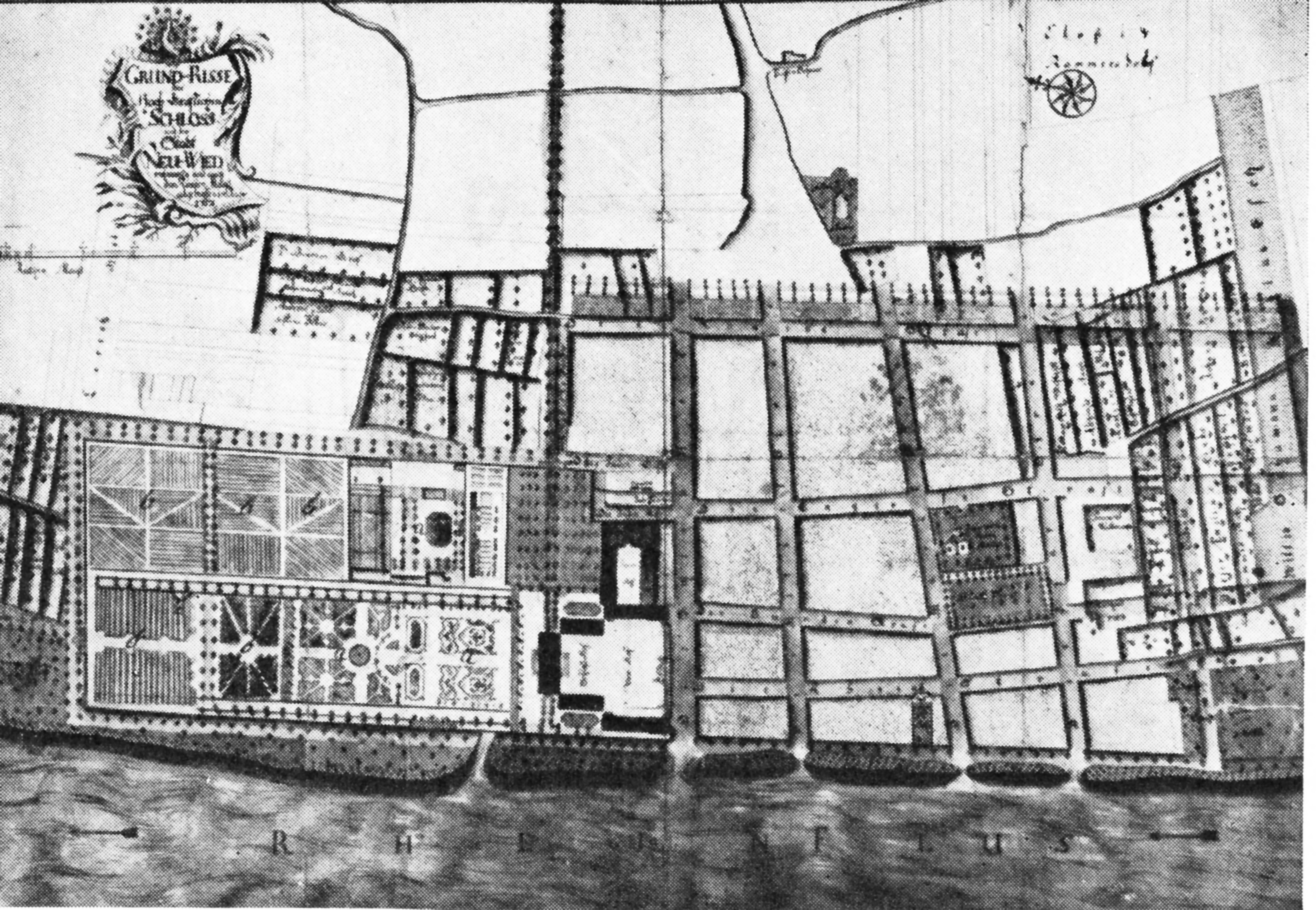
Plan de la ville de 1751 avec le château à gauche.

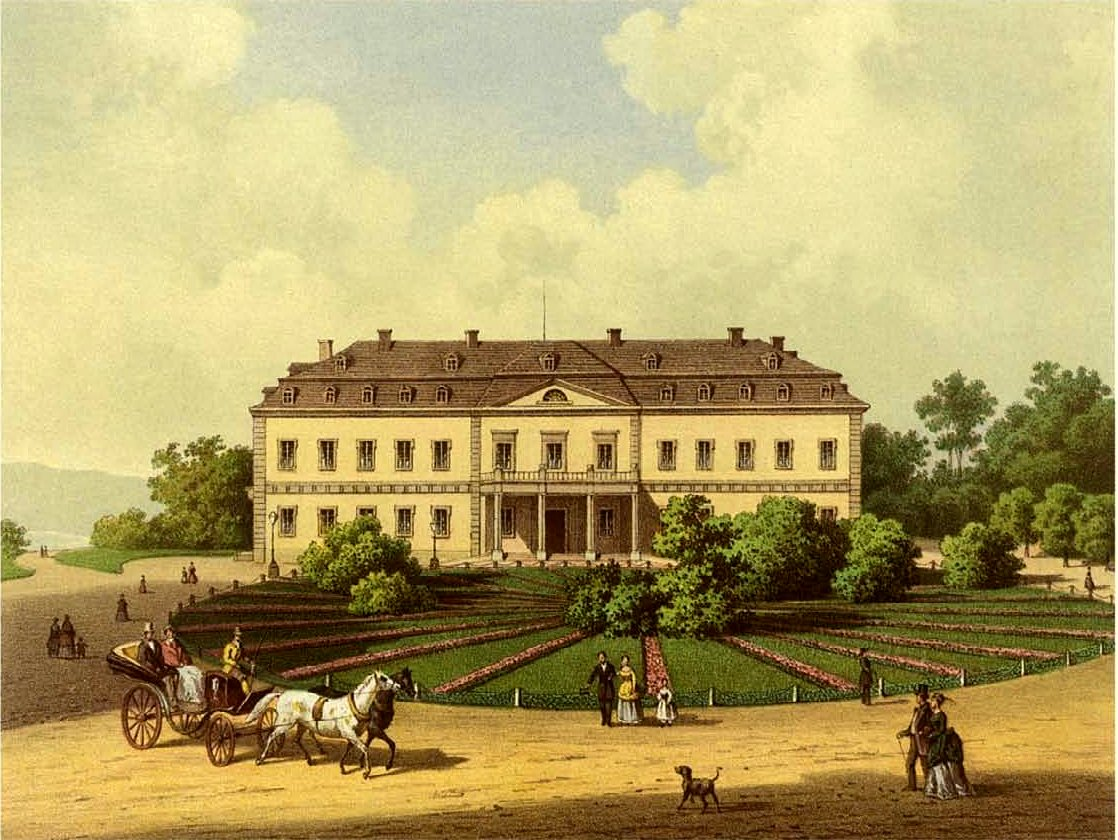
Château de Neuwied entre 1857 et 1883.

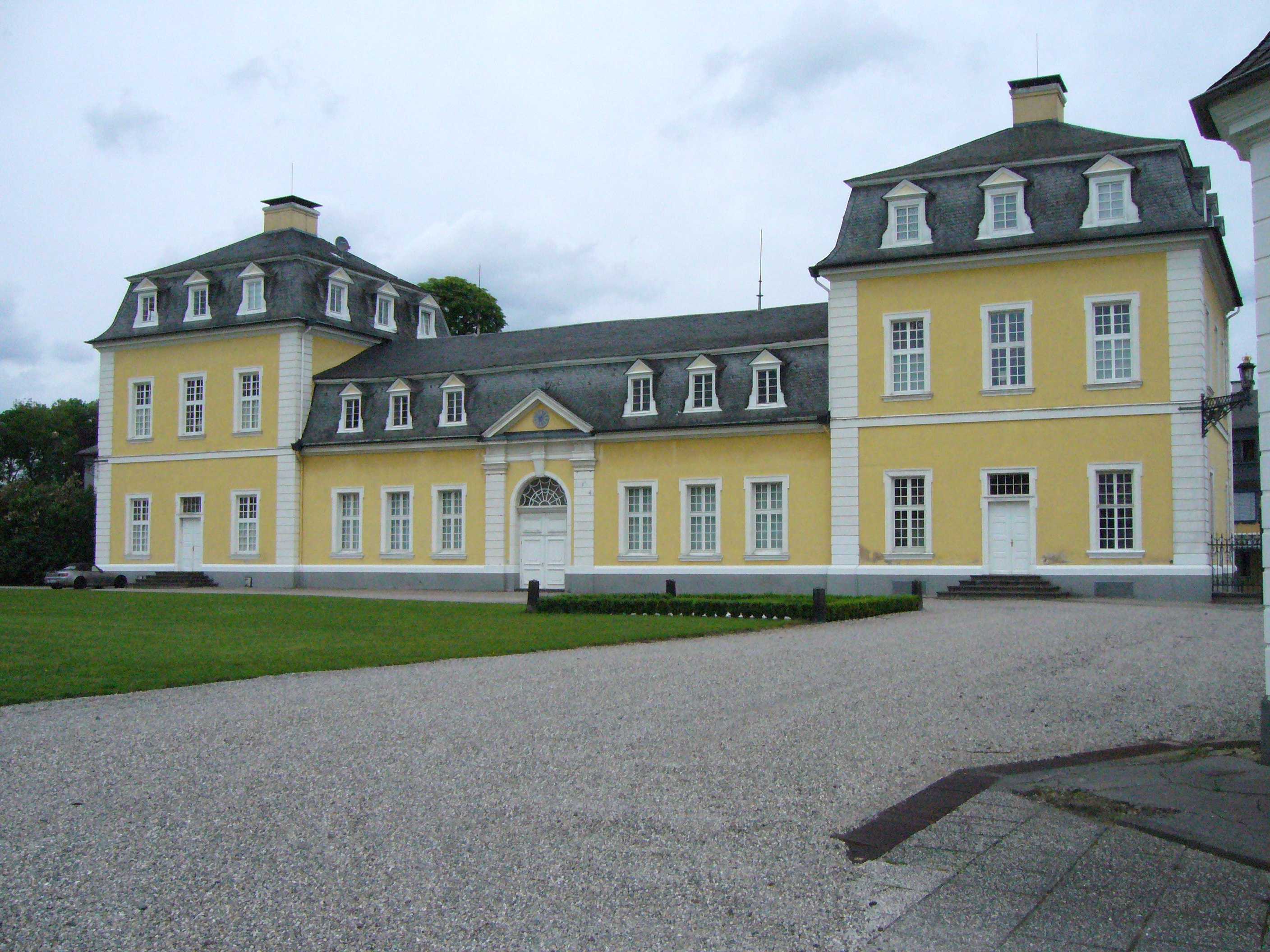
Château de Neuwied, aile droite.

Le château de Neuwied fut jadis le lieu de résidence des comtes, puis des princes de Wied. Il se situe à Neuwied, qui est aujourd’hui un chef-lieu régional dans le nord de la Rhénanie-Palatinat, dans l’ouest de l’Allemagne.
Situé à proximité immédiate du Rhin, au sud de l'embouchure de la rivière Wied, et au nord de l'actuel centre-ville, ce château fut le siège administratif du comté de Wied jusqu'en 1806. Le château est classé patrimoine culturel selon la convention de La Haye.

## Histoire
Avant la construction du château de Neuwied, les comtes de Wied habitèrent principalement dans leur résidence ancestrale qui fut leur château fort de Wied (appelé aujourd'hui château fort d'Altwied), en vallée de la Wied.
Au milieu du XVIIe siècle, ce château fort, alors âgés de plus de 500 ans, commença non seulement à devenir vétuste, mais ne correspondit plus, de par sa construction et son emplacement, aux exigences des temps modernes qui débutèrent. Ainsi, le comte d'alors, Frédéric III de Wied décida de transférer son siège vers un lieu nouveau au bord du Rhin et d'y créer une ville nouvelle.
Il commença d'abord en 1648 avec la construction du château de Friedrichstein près du Rhin dans l’actuel quartier de Fahr, puis érigea une petite forteresse, appelée « Schloss Neuenwied » (château de Neuenwied) à l’emplacement du hameau de Langendorf, dont une grande partie fut détruite pendant la guerre de Trente Ans, à l’embouchure de la Wied dans le Rhin. Frederic développa alors sa ville nouvelle près de cet emplacement. En même temps Il obtint en 1653 de la part de l’empereur Ferdinant III du Saint-Empire, le privilège urbain (Stadtrecht) pour sa nouvelle ville de « Neuenwied » (aujourd’hui Neuwied, en français : Nouvelle Wied). Cela fut facilité par l’utilisation d’un privilège urbain déjà accordé en 1357, mais jamais appliqué, pour une autre localité du comté, à savoir Nordhofen dans le Westerwald.
Les premières bâtisses au nom de « Château de Neuenwied », bien que fortifiées, furent incendiés et détruites par les troupes françaises en 1694, au cours de la guerre de la succession palatine.                                                                                        
La construction de la nouvelle résidence, à savoir du château d'aujourd'hui, débuta vers 1706 selon les plans de l'architecte Julius Ludwig Rothweil de la principauté de Nassau-Weilbourg. La finalisation des travaux n’eut lieu seulement durant les années 1748 à 1756 sous Karl Behaghel von Adlerskron de Francfort, qui, dès 1757, construisit également la proche résidence d’été des comtes de Wied, à savoir le château de Monrepos.
Les plans de Julius Ludwig Rothweil prévirent initialement une disposition en U, selon le modèle de Versailles, très prisée à l'époque du baroque allemand, mais finalement, 3 bâtiments non liées furent créés autour d’une cour intérieure.
La construction extérieure du bâtiment principal (corps de logis) fut terminée en 1711, l'aménagement intérieur en 1713. En même temps débutèrent les travaux pour la réalisation des ailes, mais celles-ci ne furent finalisées que 40 ans plus tard.
Les stucs de la cage d'escalier, du vestibule supérieur et de la salle de réception furent créés entre 1714 et 1715 par Giovanni Battista Genone et Eugenio Castelli. Le portail d’accès au domaine et les deux guérites de surveillance datent des années 1719 et 1720. Les lions et les armoiries au-dessus du portail furent ajoutés au milieu du XVIIIe siècle.
Une rénovation du bâtiment principal eut lieu durant les années 1869 à 1873, en gardant l'aspect extérieur selon son architecte initial Rothweil. L'intérieur fut alors partiellement aménagé au style néo-baroque. La grille en fer délimitant la cour d'honneur date de 1887. Les bâtiments des ailes latéraux continrent des dépendances incluant cuisine, lavoir, pressoir et écuries.
Le 10 septembre 1948, un incendie eut lieu dans la partie centrale de l'aile droite, détruisant des meubles et plusieurs carrosses de la famille comtale. Après restauration, ce bâtiment fut remis en service dès l’été 1949.
Au début des années 1980, Frédéric-Guillaume de Wied (de) chargea l'artiste Klaus Rudolf Werhand (de) de Neuwied avec la réalisation des lampes en fonte, mises en place au château de Neuwied.

## Parc et jardins du château
En 1715, un jardin baroque symétrique fut créé selon les plans de Behagel von Adlerskron, en prolongement de l'axe du château, et parallèlement au sens d'écoulement du Rhin.
Durant le règne du prince Frédéric Charles de Wied (1791–1802), le parc fut réaménagé dans le style d'un jardin à l'anglaise.
Il contint autre autres, de nombreuses plantes exotiques, provenant probablement des voyages en Amérique du prince Maximilian zu Wied-Neuwied. Le parc fut alors un véritable arboretum et s'étendit sur une surface de 24 hectares jusqu’à l’embouchure de la rivière Wied. Le réarrangement du parc en 1870 s’appuya sur les conseils du paysagiste allemand Eduard Petzold.

## Architecture et description du domaine

### Le château

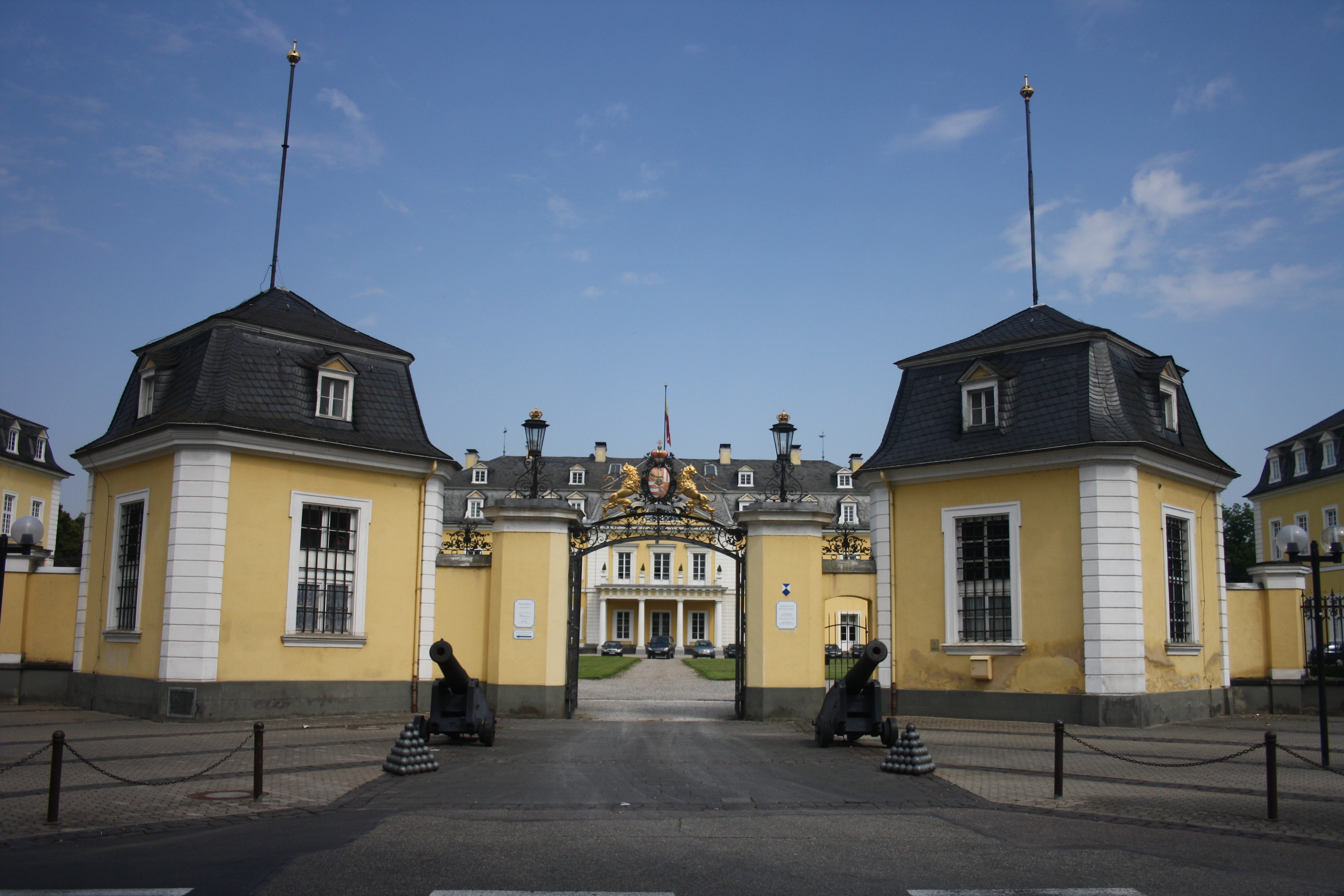
Château de Neuwied, portail.

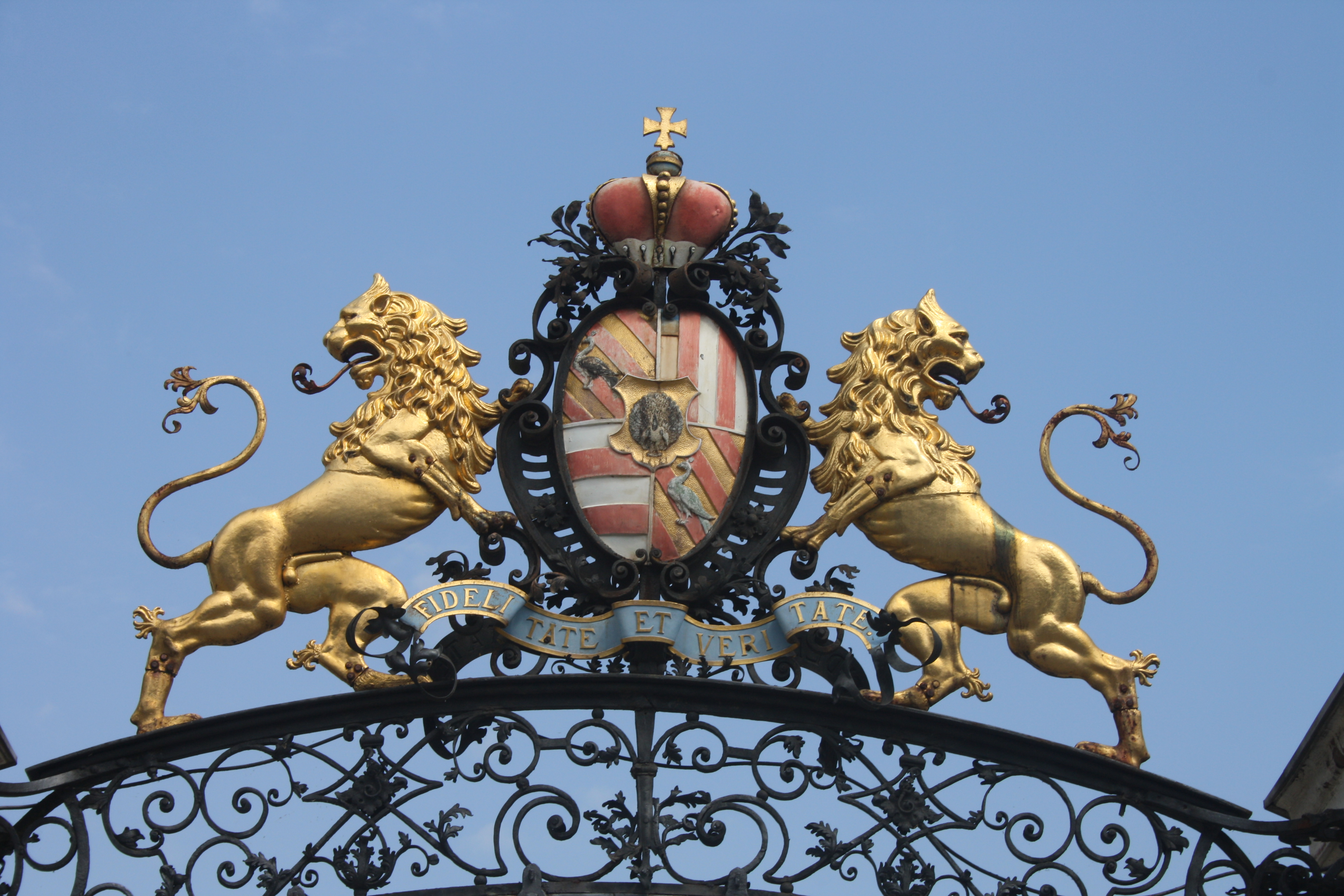
Armoiries au-dessus du portail.

C’est un château à 3 ailes ouvertes, orienté vers la ville.
Le bâtiment principal est à deux étages avec un toit mansardé, qui fut initialement surmonté d’un clocheton. Le coté cour contient un avant-corps central, coiffé par un pignon. Sur les parties latérales sont aménages des lésènes d’équerre et des corniches tout autour de la bâtisse. Le balcon central est supporté par quatre colonnes doriques.
Les deux ailes annexes sont isolées du corps de logis et orientées perpendiculairement par rapport à ce dernier. Elles se composent chacune d’une partie centrale à un étage, flanquées par des pavillons à deux étages, le tout couvert par des toits mansardés.
La cour d’honneur est délimitée au sud par une grille en fer. Le portail d'entrée est flanqué par deux guérites carrées.
Actuellement, 2 canons historiques sont placés devant l'entrée du domaine.
L'escalier du bâtiment principal, avec des arcades ouvertes, conduit au vestibule supérieur. Les plafonds volutés contiennent des personnages en stuc représentant les saisons ainsi que des reliefs sur les vertus cardinales. La salle de réception rectangulaire sur deux étages devient octogonale dans sa partie supérieure, entouré par des balcons.

### Le parc du château
C’est un parc à l'arrière du château par le prolongement de l’axe de ce dernier en direction de l'embouchure de la rivière Wied dans le Rhin. Au début de la construction du château, les vignes se trouvant à cet endroit furent transformées en un jardin à la française d’une superficie initiale de 6 hectares environ, protégé par une digue et un remblayage contre les crues du Rhin. Il y eut des arbres alignés en deux rangées, avec des parterres de fleurs, des bosquets et des allées en étoile, le tout entouré d’un mur. Un peu plus vers l'intérieur des terres se trouva également un potager.
Une extension du parc eut lieu sous le règne du prince Jean-Frédéric-Alexandre de Wied. Il y ajouta des volières, des fontaines, des grottes et une faisanderie.

## Usage actuelle (2022)
Le château est toujours la résidence de la famille des Wied qui l'utilise également pour administrer ses actuels propriétés. Les terrains du château ne sont pas accessibles au public, mais les bâtiments y compris le corps du logis sont bien visibles depuis la route environnante et depuis la digue le long du Rhin.
Par contre, le parc du château est presqu’entièrement ouvert au public.